# 卢河畔图雷特
卢河畔图雷特（法語：Tourrettes-sur-Loup，法語發音：[tuʁɛt syʁ lu]）是法国滨海阿尔卑斯省的一个市镇，位于该省中南部，属于格拉斯区。

## 地理
卢河畔图雷特（43°42'58"N, 7°3'36"E）面积29.28 平方千米，位于法国普罗旺斯-阿尔卑斯-蓝色海岸大区滨海阿尔卑斯省，该省份为法国东南部沿海省份，南濒地中海，西南至瓦尔省，西北接上普罗旺斯阿尔卑斯省，北部和东部与意大利接壤。
与卢河畔图雷特接壤的市镇（或旧市镇、城区）包括：卢河畔勒巴尔、卢河畔拉科勒、库尔姆、古尔东、罗克福尔莱潘、旺斯。

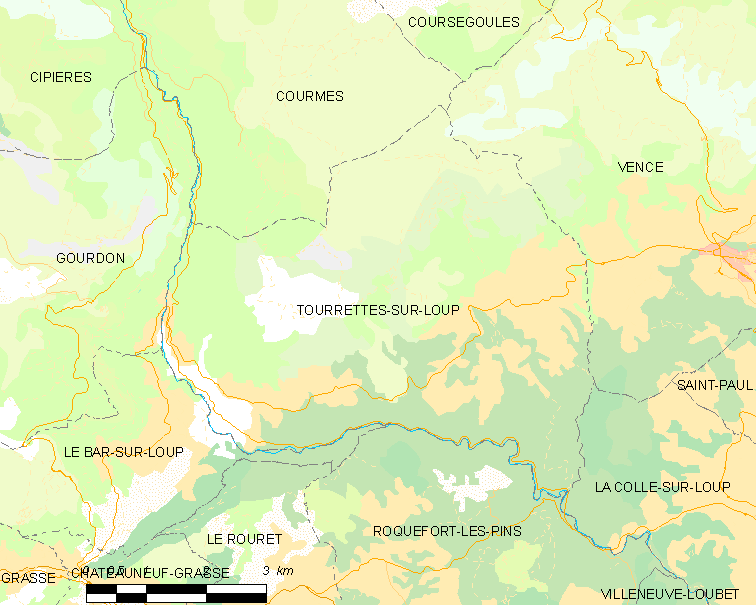
卢河畔图雷特的OSM定位图

卢河畔图雷特的时区为UTC+01:00、UTC+02:00（夏令时）。

## 行政
卢河畔图雷特的邮政编码为06140，INSEE市镇编码为06148。

## 政治
卢河畔图雷特所属的省级选区为瓦尔博讷县。

## 人口

1962-2008年间卢河畔图雷特人口变化图示

卢河畔图雷特于2022年1月1日时的人口数量为4126人。